# Lumír Sedláček
Lumír Sedláček (* 13. června 1978 Opava) je bývalý český fotbalový obránce nebo záložník.

## Fotbalová kariéra
Začínal v Chlebičově. Domácí nejvyšší soutěž hrál za Opavu, SK Slavia Praha, SK Hradec Králové a SK České Budějovice. V polské nejvyšší soutěži hrál za KS Dyskobolia Grodzisk Wielkopolski, Wislu Plock a Piast Gliwice, kromě toho zde hrál druhou ligu v Polonii Warszawa. V české lize odehrál 180 utkání a dal 21 gólů, v polské lize zasáhl do 96 zápasů, v nichž vstřelil 4 branky. Byl to hráč se skvělou levačkou, rychlý, s dobrou střelbou i přihrávkou. V sezoně 2013/14 pomohl Opavě k návratu do II. ligy, ukončil profesionální kariéru a stal se hráčem Chlebičova. V lednu 2015 se stal sekretářem SFC Opava.

## Ligová bilance
| Ročník                              | Zápasy | Góly | Minuty | Klub                                |
| ----------------------------------- | ------ | ---- | ------ | ----------------------------------- |
| I. liga 1995/96                     | 6      | 0    | 96     | FC Kaučuk Opava                     |
| I. liga 1996/97                     | 1      | 0    | 13     | FC Kaučuk Opava                     |
| MSFL 1996/97                        | –      | 7    | –      | FK Krnov                            |
| I. liga 1997/98                     | 27     | 2    | 1 767  | FC Kaučuk Opava                     |
| I. liga 1998/99                     | 25     | 5    | 2 158  | SFC Opava                           |
| I. liga 1999/00                     | 25     | 2    | 1 722  | SFC Opava                           |
| I. liga 2000/01                     | 18     | 3    | 1 100  | SK Slavia Praha                     |
| I. liga 2001/02                     | 15     | 2    | 1 020  | SK Slavia Praha                     |
| I. liga 2001/02                     | 10     | 0    | 738    | SK Hradec Králové                   |
| I. liga 2002/03                     | 28     | 6    | 2 232  | SK České Budějovice                 |
| I. pol. liga 2003/04                | 21     | 1    | 1 403  | KS Dyskobolia Grodzisk Wielkopolski |
| I. liga 2004/05                     | 25     | 1    | 1 583  | SK Slavia Praha                     |
| I. pol. liga 2005/06                | 13     | 1    | 1 023  | KS Dyskobolia Grodzisk Wielkopolski |
| I. pol. liga 2005/06                | 10     | 0    | 769    | Wisła Płock                         |
| I. pol. liga 2006/07                | 26     | 2    | 1 914  | Wisła Płock                         |
| II. pol. liga 2007/08               | 31     | 5    | 2 545  | Polonia Warszawa                    |
| I. pol. liga 2008/09                | 17     | 0    | 1 284  | Piast Gliwice                       |
| I. pol. liga 2009/10                | 9      | 0    | 317    | Piast Gliwice                       |
| MSFL 2010/11                        | 8      | 0    | 275    | SFC Opava                           |
| II. liga 2011/12                    | 24     | 5    | 1 893  | SFC Opava                           |
| II. liga 2012/13                    | 28     | 3    | 1 845  | SFC Opava                           |
| MSFL 2013/14                        | 21     | 1    | 1 143  | SFC Opava                           |
| CELKEM I. LIGA (1995–2005)          | 180    | 21   | 12 429 |                                     |
| CELKEM I. LIGA (2003–2010)          | 96     | 4    | 6 710  |                                     |
| CELKEM II. LIGA (2011–2013)         | 52     | 8    | 3 738  |                                     |
| CELKEM II. LIGA (2007–2008)         | 31     | 5    | 2 545  |                                     |
| CELKEM III. LIGA – MSFL (1996–2014) | –      | 8    | –      |                                     |